# Discocyrtus bos
Discocyrtus bos is een hooiwagen uit de familie Gonyleptidae.